# Lecanora alboflavida
Lecanora alboflavida är en lavart som beskrevs av Taylor. Lecanora alboflavida ingår i släktet Lecanora och familjen Lecanoraceae.   Inga underarter finns listade i Catalogue of Life.